# 基希巴赫河 (因河支流)
47°47′25″N 12°07′24″E / 47.79018°N 12.12331°E

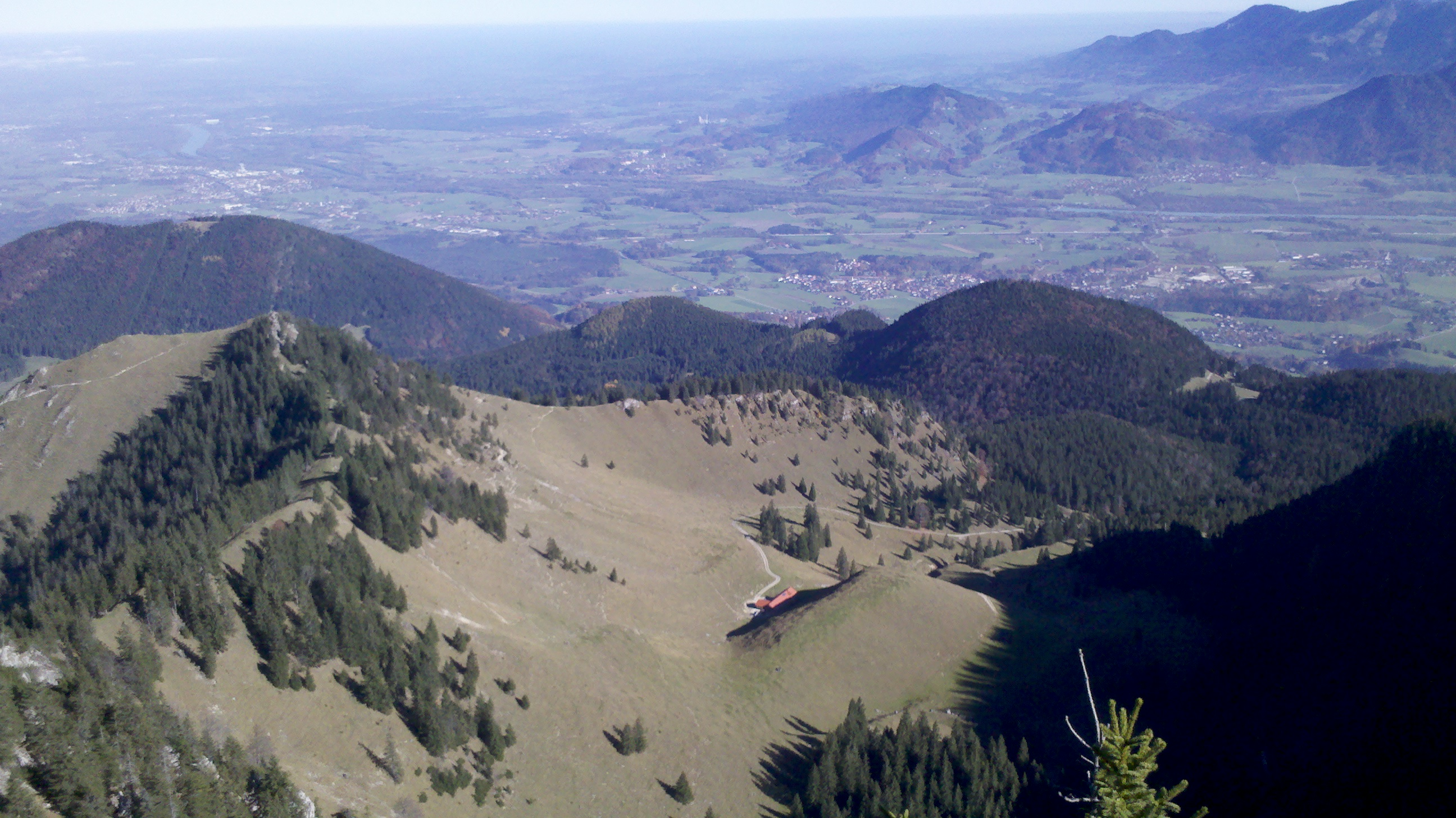

基希巴赫河（德語：Kirchbach），是德國的河流，位於該國東南部，由巴伐利亞負責管轄，屬於因河的左支流，河道全長15.1公里，流域面積47.5平方公里，河口處在勞布靈。